# موسم أعاصير المحيط الأطلسي 2024
موسم أعاصير المحيط الأطلسي 2024 هو موسم مستمر للأعاصير في نصف الأرض الشمالي. بدأ الموسم رسميًا في 1 يونيو وسيستمر حتى 30 نوفمبر. هذه التواريخ التي تم تبنيها بالاتفاق تصف تاريخيًا الفترة التي تحدث فيها معظم تكوينات الأعاصير شبه المدارية أو المدارية في المحيط الأطلسي. تشكل النظام الأول العاصفة المدارية ألبرتو في 19 يونيو، مما يجعله أحدث أول عاصفة مسماة منذ عام 2014.
كان الإعصار الثاني للموسم إعصار بريل نادرًا كونه إعصارًا رئيسيًا في يونيو،  وهو أول إعصار من الفئة الخامسة في المحيط الأطلسي يُسجل في هذا الوقت المبكر من العام، وثاني إعصار يُسجل في يوليو. تلاه العاصفة المدارية كريس التي تشكلت في اليوم الأخير من يونيو وضربت بسرعة فيراكروز. هدأ النشاط في الحوض لمعظم شهر يوليو بعد تلاشي بريل، دون تشكل أعاصير مدارية جديدة بسبب وجود طبقة الهواء الصحراوي عبر معظم المحيط الأطلسي. في أوائل أغسطس تطور إعصار ديبي في خليج المكسيك قبل أن يضرب فلوريدا وكارولينا الجنوبية. بعد ذلك بقليل جاء إعصار إرنستو، الذي أثر على جزر الأنتيل الصغرى، وبورتوريكو، وبرمودا في منتصف أغسطس. بعد فترة غير اعتيادية من الهدوء في أواخر أغسطس وأوائل سبتمبر تشكل إعصار فرانسيس في الخليج ثم ضرب لويزيانا.
في 24 سبتمبر تشكل إعصار هيلين فوق غرب الكاريبي قبل أن يتجه نحو منطقة بيغ بيند في فلوريدا،  ويضرب اليابسة في 26 سبتمبر كإعصار من الفئة الرابعة، ثم تحرك نحو الداخل وتلاشى فوق وسط أبالاتشيا. وبعد ثلاثة أيام تشكل إعصار كيرك في المحيط الأطلسي الشرقي وتكثف بسرعة إلى إعصار من الفئة الرابعة قبل أن يضرب أوروبا كإعصار ما بعد المداري في 9 أكتوبر. وفي 5 أكتوبر تشكل إعصار ميلتون في خليج المكسيك وتكثف بشكل هائل ليصبح الإعصار الثاني من الفئة الخامسة في الموسم، مما يجعله الإعصار الأطلسي الأكثر شدة منذ إعصار ويلما في 2005 من حيث الضغط الجوي والأكثر شدة منذ إعصار دوريان في 2019 من حيث سرعة الرياح. ضرب ميلتون اليابسة بالقرب من سيستا كي بولاية فلوريدا في 9 أكتوبر كإعصار من الفئة الثالثة. وفي 19 أكتوبر تشكلت كل من العاصفة المدارية نادين والإعصار أوسكار، حيث ضربت نادين اليابسة بسرعة في بليز، بينما تكثف أوسكار بسرعة ليصبح إعصارًا من الفئة الأولى، ويصبح أصغر إعصار يُسجل على الإطلاق، ثم ضرب اليابسة في إناغوا وكوبا.
حتى 28 أكتوبر أسفرت الأعاصير في هذا الموسم عن ما لا يقل عن 375 وفاة وأضرار تجاوزت 190 مليار دولار. أغلب الوفيات نتيجة لإعصاري بيريل وهيلين، بينما أغلب الأضرار نتيجة لإعصاري هيلين وميلتون.

## التوقعات الموسمية
قبل كل موسم إعصاري وخلاله، تصدر عدة توقعات لنشاط الأعاصير من قبل خدمات الأرصاد الجوية الوطنية والوكالات العلمية وخبراء الأعاصير البارزين. ويشمل ذلك خبراء الأرصاد الجوية من مركز التنبؤ بالمناخ التابع للإدارة الوطنية للمحيطات والغلاف الجوي الأمريكية (NOAA)، ومخاطر العواصف الاستوائية (TSR)، ومكتب الأرصاد الجوية بالمملكة المتحدة (UKMO)، وجامعة كولورادو الحكومية (CSU). وتتضمن التوقعات التغيرات الأسبوعية والشهرية في العوامل المهمة التي تساعد في تحديد عدد العواصف الاستوائية والأعاصير والأعاصير الكبرى في عام معين.
وفقًا للإدارة الوطنية للمحيطات وجامعة كولورادو الحكومية، فإن متوسط موسم الأعاصير الأطلسي بين عامي 1991 و2020 احتوى على حوالي 14 عاصفة استوائية، منها 7 أعاصير، و3 أعاصير كبرى. يُعد مؤشر طاقة الأعاصير المتراكمة مقياسًا لقوة العاصفة الاستوائية أو شبه الاستوائية مضروبًا في مدة وجودها. يُحسب فقط للإشارات الكاملة على أنظمة استوائية وشبه استوائية محددة تصل إلى سرعة الرياح أو تتجاوزها 39 ميل/س (63 كم/س). تصنف الإدارة الوطنية للمحيطات عادةً موسمًا ما على أنه فوق المتوسط أو متوسط أو دون المتوسط بناءً على مؤشر طاقة الأعاصير التراكمي، ولكن عدد العواصف الاستوائية والأعاصير والأعاصير الكبرى داخل موسم الإعصار يُعتبر أيضًا في بعض الأحيان.

### توقعات ما قبل الموسم
في 11 ديسمبر 2023 أصدرت منظمة مخاطر العواصف الاستوائية توقعاتها الموسمية الممتدة لعام 2024، متوقعةً موسمًا استوائيًا نشطًا يتجاوز المعدل الطبيعي. وقد أشارت التوقعات إلى تشكل ما يقرب من 20 عاصفة مدارية تحمل أسماء، وتسعة أعاصير، وأربعة أعاصير شديدة القوة. وعزت المنظمة هذه التوقعات إلى ارتفاع درجات حرارة سطح المحيط، لا سيما في المناطق الرئيسية لتكوين الأعاصير وفي منطقة البحر الكاريبي، بالإضافة إلى تأثير ظاهرة النينيو 2023–2024 [الإنجليزية]. ومع ذلك توقعت المنظمة أن تضعف هذه الظاهرة وتتحول إلى حالة محايدة بحلول شهر أغسطس من العام نفسه. وفي وقت لاحق في 30 مايو حدثت المنظمة توقعاتها الأولية متوقعةً عددًا أكبر من العواصف والأعاصير مقارنة بالتوقعات اللاحقة. وقد أشارت توقعاتها إلى تشكل 24 عاصفة مدارية، و12 إعصارًا، وستة أعاصير شديدة القوة. كما أصدرت جامعة ولاية كولورادو في الرابع من أبريل لعام 2024 توقعاتها الخاصة بموسم الأعاصير، متوافقةً مع توقعات منظمة مخاطر العواصف الاستوائية، وقد أشارت الجامعة إلى أن ارتفاع درجة حرارة سطح المحيط الأطلسي وتطور ظاهرة النينيو خلال فصل الصيف سيساهمان في زيادة نشاط الموسم الاستوائي.
في 5 أبريل أصدرت مؤسسة ميتيو فرانس توقعاتها لموسم أعاصير نشط، متوقعة حدوث 21 عاصفة مدارية و11 إعصارًا. وقد عُزيت هذه التوقعات إلى ارتفاع درجات حرارة سطح المحيطات وأنماط الرياح والرطوبة السائدة. وفي 8 أبريل عدّلت المؤسسة توقعاتها، فزادت عدد العواصف المتوقعة إلى 23 عاصفة، مع توقعات بحدوث 11 إعصارًا وخمسة أعاصير شديدة، وارتفاع في الكمية التراكمية لطاقة الأعاصير. وفي نفس اليوم أصدرت جامعة أريزونا توقعات متوافقة إلى حد كبير مع توقعات ميتيو فرانس، متوقعة حدوث 21 عاصفة و11 إعصارًا وخمسة أعاصير شديدة، وإن كانت الكمية التراكمية لطاقة الأعاصير التي توقعتها أقل قليلًا. وفي 12 أبريل أصدرت جامعة ميسوري توقعات أكثر تحفظًا قليلًا، متوقعة حدوث 26 عاصفة و11 إعصارًا وخمسة أعاصير شديدة. وفي 16 أبريل أصدرت جامعة ولاية كارولاينا الشمالية توقعات أقل نشاطًا من التوقعات السابقة، متوقعة حدوث ما بين 15 و20 عاصفة و10 إلى 12 إعصارًا و3 إلى 4 أعاصير شديدة.
في 24 أبريل أصدرت جامعة بنسيلفانيا (UPenn) توقعاتها لموسم أعاصير استثنائي، حيث توقعت حدوث عدد قياسي من العواصف المدارية المسماة، يتراوح بين 33 عاصفة (± 6). وعزت الجامعة ذلك لوجود ظروف لا نينا المعتدلة، وارتفاع غير مسبوق في درجة حرارة سطح المحيط الأطلسي الاستوائي، وهي ظروف مرتبطة بظاهرة الاحتباس الحراري. وفي 6 مايو أصدرت المصلحة الوطنية للأرصاد الجوية تنبؤاتٍ متوافقة إلى حدٍ ما، حيث توقعت حدوث ما بين 20 إلى 23 عاصفة استوائية، وتشكل ما بين 9 إلى 11 إعصارًا، منها ما بين 4 إلى 5 أعاصير شديدة 
في 22 مايو أصدر مكتب الأرصاد الجوية البريطاني بيانه التوقعي لموسم الأعاصير 2024، متوقعًا حدوث 22 عاصفة مدارية مُسماة، و12 إعصارًا، و4 أعاصير شديدة، مع تقدير تراكمي للطاقة الإعصارية بلغ 212 وحدة. وفي اليوم التالي أصدرت الإدارة الوطنية للمحيطات والغلاف الجوي (NOAA) بيانًا مماثلاً، توقعت فيه موسمًا للأعاصير يزيد نشاطه عن المعدل الطبيعي، متضمنًا ما يتراوح بين 17–25 عاصفة مدارية، و8–13 إعصارًا، و4–7 شديدة، مع احتمال بنسبة 85% بأن يكون الموسم أكثر نشاطًا من المعتاد. وفي 30 مايو حدثت "مخاطر العواصف الاستوائية" مُشيرة إلى احتمال حدوث 24 عاصفة مدارية، و12 إعصارًا، و6 أعاصير شديدة، مع تقدير تراكمي للطاقة الإعصارية بلغ 226.

### توقعات منتصف الموسم
في 11 يونيو حدّثت جامعة ولاية كولورادو (CSU) توقعاتها، مؤكدة استمرار توقعاتها بموسم نشط للغاية مكون من 23 عاصفة استوائية، و11 إعصارًا، وخمسة أعاصير كبرى، ومؤشر طاقة الأعاصير المتراكمة (ACE) يبلغ 210. وفي 23 يونيو حدثت جامعة أريزونا أيضًا توقعاتها، متوقعة 23 عاصفة مسماة، و10 أعاصير، وخمسة أعاصير كبرى، ومؤشر طاقة متراكمة يبلغ 231. كذلك حدّثت منظمة مخاطر العواصف الاستوائية (TSR) توقعاتها في 5 يوليو، متوقعة 26 عاصفة استوائية، و13 إعصارًا، وستة أعاصير كبرى، بمؤشر طاقة متراكمة يبلغ 240. وفي 9 يوليو حدثت جامعة ولاية كولورادو (CSU) توقعاتها مرة أخرى، متوقعة موسمًا أكثر نشاطًا، مكون من 25 عاصفة استوائية، و12 إعصارًا، وستة أعاصير كبرى، بمؤشر طاقة متراكمة يبلغ 230. أما في 8 أغسطس، فقد حدثت الإدارة الوطنية للمحيطات والغلاف الجوي (NOAA) توقعاتها لعدد العواصف المسماة مع استمرار توقعها لموسم شديد النشاط.

## ملخص الموسم

### خلفية
بشكل رسمي بدأ موسم أعاصير الأطلسي 2024 في الأول من يونيو وسيستمر حتى 30 نوفمبر. وقد تشكّل حتى الأول من نوفمبر خمسة عشر إعصارًا مداريًا، وإعصار شبه مداري واحد، وقد تحولت جميعها إلى عواصف مسماة. من بين هذه العواصف تحوّلت عشرة إلى أعاصير، وازدادت قوة أربعة منها لتصل إلى تصنيف الأعاصير الكبرى. إجمالًا أثرت عشرة أنظمة على اليابسة خلال هذا الموسم. بلغ مؤشر طاقة الأعاصير المتراكمة [الإنجليزية] (ACE) لهذا الموسم حتى الساعة 21:00 بالتوقيت العالمي المنسق في 2 نوفمبر، حوالي 146.2 وحدة. ويمثل هذا المؤشر مجموع مربعات السرعة القصوى للرياح المستمرة (بالعقد) لجميع العواصف المسماة عندما تصل إلى شدة العاصفة المدارية على الأقل، مقسومًا على 10,000، ولذلك لا تُدرَج فيه الانخفاضات المدارية.

### النشاط المبكر
رغم أن موسم أعاصير الأطلسي 2024 قد بدأ رسميًا في الأول من يونيو، إلا أنه سجل أبطأ بداية منذ عام 2014. يعود ذلك إلى وجود قبة حرارية مستقرة فوق أمريكا الوسطى والمكسيك، حيث تتشكل الأعاصير المدارية عادة في يونيو فوق خليج المكسيك وشمال البحر الكاريبي. كانت أول عاصفة مُسماة في هي كانت العاصفة المدارية ألبرتو، التي تطورت في الجزء الغربي من خليج المكسيك في 19 يونيو،  وتابعت مسارها لتصل إلى الساحل الشمالي الشرقي للمكسيك في اليوم التالي. تلاها إعصار بيرل الذي كان أول إعصار يصل إلى الفئتين الرابعة والخامسة خلال هذا الموسم، كما يُعد أقوى إعصار في شهري يونيو ويوليو في الحوض. تشكل بيرل في 28 يونيو في منطقة النمو الرئيسية، وازدادت قوته بسرعة أثناء اقترابه من جزر أنتيل ويندوارد،  ليبلغ ذروته كإعصار من الفئة الخامسة في وقت مبكر من 2 يوليو.
تطورت العاصفة المدارية كريس في الجزء الجنوبي الغربي من خليج المكسيك في 30 يونيو،  وانتقلت بسرعة نحو الساحل المكسيكي صباح اليوم التالي. مؤثرةً على جامايكا وضاربةً شبه جزيرة يوكاتان وتكساس. بعد تلاشي العاصفة بيرل في 11 يوليو، شهد حوض الأطلسي فترة من الهدوء نتيجة وجود طبقة الهواء الصحراوي التي تعيق النشاط المداري، حيث استمرت هذه الطبقة فوق الأطلسي المفتوح، مصحوبةً بالهواء الجاف الذي يظهر عادةً خلال هذه الفترة من الموسم.
استؤنف النشاط المداري في بداية أغسطس، حيث تشكّل إعصار ديبي في خليج المكسيك في 3 أغسطس، قبل أن يصل إلى ساحل فلوريدا كإعصار من الفئة الأولى بعد يومين. تباطأت العاصفة فوق اليابسة، مما أدى إلى هطول أمطار غزيرة وفيضانات واسعة النطاق في جنوب شرق الولايات المتحدة. بعد أيام قليلة من تلاشي ديبي، تشكل إعصار إرنستو في 12 أغسطس في منطقة النمو الرئيسية الغربية. وألحق أضرارًا بجزر الأنتيل الصغرى في 14 أغسطس كإعصار من الفئة الأولى. بلغ إرنستو ذروته كإعصار من الفئة الثانية في 16 أغسطس،  ثم وصل إلى برمودا في اليوم التالي كعاصفة ضعيفة من الفئة الأولى.

### الذروة حتى نهاية الموسم
على الرغم من ارتفاع درجات الحرارة بشكل غير معتاد في شمال المحيط الأطلسي، شهد المحيط الأطلسي الاستوائي انخفاضًا سريعًا في الحرارة نحو ظاهرة نينيا الأطلسي [الإنجليزية]، وذلك نتيجة التيارات الصاعدة الناجمة عن التغيرات في الرياح التجارية والوضع النطاقي الأطلسي. ورغم أن آثار ظاهرة نينيا الأطلسي لا تزال غير مؤكدة، إلا أنها تتعارض مع الافتراضات التي استندت إليها الإدارة الوطنية للمحيطات والغلاف الجوي (NOAA) في توقعاتها للنشاط الموسمي. وقد عزت جامعة ولاية كولورادو (CSU) حالة الهدوء التي شهدها المحيط الأطلسي خلال شهر أغسطس وما تلاه من فترة ركود بعد تبدد إعصار إرنستو - بالرغم من التوقعات بحدوث ذروة نشطة للغاية - إلى عدة عوامل، منها تشكّل الموجات المدارية بعيدًا في الشمال، والرياح الدافئة في المستويات العليا التي تسبب عدم الاستقرار، إضافةً إلى رياح القص في شرق المحيط الأطلسي، والعوامل المرتبطة بتذبذب مادن جوليان.
بعد ما يقرب من ثلاثة أسابيع من الخمول، وهي أطول فترة خمول مسجلة في مثل هذا الوقت من الموسم منذ أكثر من خمسين عامًا، تشكل إعصار فرانسين في 9 سبتمبر، تبعته العاصفة المدارية جوردون بعد يومين في 11 سبتمبر، حيث وصل فرانسين إلى ساحل لويزيانا كإعصار من الفئة الثانية في وقت لاحق من ذلك اليوم. تشكلت أربعة أنظمة إضافية خلال الأسبوع الأخير من سبتمبر، بدءًا بإعصار هيلين في 24 سبتمبر، الذي أثّر على شبه جزيرة يوكاتان في 25 سبتمبر قبل أن يصل إلى منطقة بيج بيند في فلوريدا كإعصار من الفئة الرابعة في وقت متأخر من 26 سبتمبر، إلا أنه ضعف بسرعة ليصبح منخفضًا مداريًا بحلول ظهر 27 سبتمبر. كذلك تشكلت العاصفة المدارية إسحاق في 26 سبتمبر وبلغت ذروتها كإعصار من الفئة الثانية. وفي 27 سبتمبر تطورت العاصفة المدارية جوي في غرب الرأس الأخضر، ليختتم نشاط سبتمبر بتشكل إعصار كيرك في 29 سبتمبر، الذي وصل إلى ذروته في 4 أكتوبر.

شهد مطلع أكتوبر تشكُّل إعصاريْ ليزلي وميلتون، إلى جانب كيرك، وهي أول مرة يُسجل فيها وجود ثلاثة أعاصير نشطة في وقت واحد في حوض المحيط الأطلسي بعد شهر سبتمبر. ويجدر بالذكر أن إعصار ميلتون خضع لتكثيف سريع ومفاجئ في خليج المكسيك ليصبح ثاني إعصار من الفئة الخامسة خلال هذا الموسم، مما يجعل موسم 2024 أول موسم لأعاصير الأطلسي منذ عام 2019 يشهد إعصارين من الفئة الخامسة. كما يُعد ميلتون أول إعصار في المحيط الأطلسي منذ إعصار ويلما يصل إلى ضغط أقل من 900 مليبار (26.58 بوصة زئبقية)، وثاني أقوى إعصار يُسجل في خليج المكسيك بعد إعصار ريتا. وفي وقت لاحق من الشهر تشكل إعصاران مداريان في 19 أكتوبر، حيث تطورت العاصفة المدارية نادين في وقت مبكر من اليوم قرب ساحل بليز ووصلت إلى اليابسة بعد بضع ساعات، بينما تشكل إعصار أوسكار بالقرب من جزر تركس وكايكوس، ليصبح أصغر إعصار مسجل في حوض المحيط الأطلسي. وفي 2 نوفمبر تطورت العاصفة شبه المدارية باتي من منخفض غير مداري شمال شرق جزر الأزور مباشرة.

## الأنظمة

### ألبرتو
نشأت دوامة في وسط القارة الأمريكية نتيجة لتشكل تيارات هوائية صاعدة فوق خليج تيوانتيبيك في الخامس عشر من يونيو. ومع انتقال النشاط الهوائي الصاعد شمالًا فوق جنوب شرق المكسيك ووصوله إلى خليج كامبيشي، تطورت منطقة ضغط جوي منخفضة تدريجيًا في 17 يونيو، على بعد حوالي 105 ميل (169 كـم) شمال غرب مدينة سيوداد ديل كارمن المكسيكية. وبات النظام أكثر تنظيمًا تدريجيًا، وإن ظل واسع النطاق، وتطور ليصبح عاصفة استوائية أُطلق عليها اسم ألبرتو بحلول الساعة 12:00 بالتوقيت العالمي المنسق في 19 يونيو. وتحت تأثير رياح عمودية خفيفة ودرجات حرارة مرتفعة لسطح البحر، ازدادت قوة العاصفة ألبرتو حتى وصولها إلى اليابسة، حيث بلغت سرعة الرياح ذروتها 50 ميل/س (85 كم/س) وأقل ضغط مركزي 992 مليبار (29.29 بوصة زئبقية) بحلول صباح 20 يونيو. ووصلت العاصفة ألبرتو إلى اليابسة في الساعة 09:00 بالتوقيت العالمي المنسق بالقرب من مدينة تامبيكو المكسيكية، وضعفت بسرعة فوق اليابسة، حيث تلاشى بعد تسع ساعات فقط.
جلبت العاصفة ألبرتو أمطارًا غزيرة إلى ولايات كواويلا ونويفو ليون وتاماوليباس في شمال شرق المكسيك. وأسفرت الأمطار الناتجة عن ألبرتو عن وقوع أربع وفيات في المكسيك، جميعها في ولاية نيو ليون: واحدة في مونتيري بسبب فيضان نهر، وواحدة في إل كارمن، واثنتان في أليندي (كانت الوفيات الثلاث الأخيرة ناتجة عن صعقات كهربائية غير مباشرة). وتجاوزت الأضرار المبلغ عنها في "نيو ليون" مليار بيزو مكسيكي (53.7 مليون دولار أمريكي). كما أنتجت قوة الرياح الكبيرة للعاصفة رياحًا بقوة العواصف الاستوائية على طول ساحل تكساس، على الرغم من أن مركز العاصفة كان موجودًا فوق شمال شرق المكسيك. غمرت عاصفة مائية بارتفاع 3–4 قدم (0.9–1 م) المجتمعات الساحلية بين خليج كوربوس كريستي وغالفستون. وأدت العاصفة المائية والفيضانات الساحلية إلى تلف الأرصفة والطرق والكثبان الرملية، بالإضافة إلى إجراء عدة عمليات إنقاذ من المياه المرتفعة. وغرق شخص واحد في جالفستون بسبب تيارات المد الناتجة عن العاصفة. جلبت ألبرتو أمطارًا غزيرة إلى منطقة غالفستون، مما أدى إلى حدوث فيضانات عذبة. بالإضافة إلى ذلك، هبت عاصفة إعصارية من الفئة "EF1" بالقرب من بيلفيل، مما تسبب في بعض الأضرار للممتلكات على طول مسارها الذي يمتد لمسافة 2 ميل (3.2 كـم)،  ووقعت إعصاران من الفئة "EF0" بالقرب من روكبورت. وفي الشرق تعرضت المجتمعات الساحلية في لويزيانا وخاصة غراند أيل لبعض الفيضانات أيضًا. ووفقًا لشركة غالاغر للتأمين فإن إجمالي الخسائر قد يصل إلى 165 مليون دولار أمريكي حتى أكتوبر 2024.

### بريل
في 25 يونيو بدأ المركز الوطني للأعاصير (NHC) بمراقبة موجة استوائية ناشئة قبالة ساحل غرب أفريقيا، تُنتج أمطارًا وعواصف رعدية غير مُنظمة جنوب الرأس الأخضر. تطور الاضطراب في اليوم التالي مصحوبًا بنشاط عاصفي رعدي مستمر. وأصبح مركز الدوران واضح التعريف بما فيه الكفاية بالنسبة للمركز الوطني للأرصاد الجوية لتعيينه كعاصفة مدارية في تمام الساعة 21:00 بالتوقيت العالمي المنسق بتاريخ 28 يونيو. تحرك المنخفض عمومًا غربًا مُحاطًا بمنطقة ضغط جوي مرتفع شبه استوائي قوي عبر منطقة ذات قصّ رياح منخفض، ودرجات حرارة سطح البحر الدافئة، والكثير من الرطوبة الجوية. نتيجة لذلك بدأ فترة من التكثيف السريع. تعزز المنخفض إلى العاصفة المدارية بيريل بعد ست ساعات من التكوين، وسرعان ما نظمت العواصف الرعدية في غطاء كثيف مركزي، مع نمط سحابي متماثل محاط بأشرطة المطر. استمر تكثيفه السريع وأصبح بيريل إعصارًا في 29 يونيو عندما تطور اللب الداخلي للعواصف الرعدية إلى عين. أشارت ملاحظات صائدو الأعاصير إلى أن بيريل أصبح إعصارًا كبيرًا في 30 يونيو. اشتدّ الإعصار بشكل أكبر إلى إعصار من الفئة الرابعة، وحافظ على ذروة شدته الأولية مع رياح سرعتها 215 كم/ساعة. ثم خضع بيريل لدورة استبدال جدار العين وضعف لفترة وجيزة إلى إعصار من الفئة الثالثة في وقت مبكر من 1 يوليو،  لكنه استعاد قوة الفئة الرابعة بمجرد اكتمال الدورة. في الساعة 15:10 بالتوقيت العالمي المنسق في نفس اليوم، وصل بيريل إلى اليابسة في كارياكو مصحوبًا برياح بلغت سرعتها 150 ميل/س (240 كم/س). واشتدّ بيريل إلى إعصار من الفئة الخامسة في اليوم التالي،  بلغ الإعصار ذروته في وقت لاحق من ذلك الصباح برياح مستدامة بلغت 165 ميل/س (270 كم/س) بينما كان يتحرك باتجاه الشمال الغربي بسرعة حوالي 20 ميل/س (35 كم/س). في وقت لاحق من نفس اليوم أدت رياح القص لتراجع قوته إلى الدرجة الرابعة.
تحركت العاصفة بيريل نحو الشمال الغربي بتأثير كبير من المرتفعات الجوية التي تقع شمالها، وفي 3 يوليو اقتربت عين الإعصار من ساحل جامايكا الجنوبي. ورغم الظروف غير المواتية استطاعت المحافظة على استقرارها نسبيًا كعاصفة من الدرجة الرابعة. وبدأ ضعفها يظهر تدريجيًا وتراجعت إلى الفئة الثالثة،  ثم الفئة الثانية. في وقت متأخر من نفس اليوم، أظهرت بيانات فريق الاستطلاع الجوي أن بيرل استعاد قوته ليصبح إعصارًا من الفئة الثالثة. قبل أن تتراجع مجددًا إلى الفئة الثانية بعد بضع ساعات. وفي الساعة 11:00 بالتوقيت العالمي المنسق في 5 يوليو، وصلت العاصفة إلى شمال شرق تولوم بسرعة رياح تصل إلى 110 ميل/س (175 كم/س). وبمجرد دخولها اليابسة، فقدت قوتها بسرعة لتتحول إلى عاصفة استوائية. انتقلت العاصفة إلى خليج المكسيك في الصباح التالي، مُتجة نحو الشمال الغربي بفعل مرتفعات جوية متوسط الارتفاع تُغطي الجنوب الشرقي للولايات المتحدة. خلال الليل واليوم التالي تأثرت بيريل بتدفق هواء جاف ورياح قص معتدلة منعها من تعزيز العاصفة بشكل ملحوظ. بحلول مساء السادس من يوليو أظهرت بنية العاصفة علامات تحسن وثبات طفيفة،  وبحلول الساعة 04:00 بالتوقيت العالمي المنسق في 8 يوليو، استعادت العاصفة قوة الإعصار اثناء اقترابها من ساحل تكساس. وفي فترة قصيرة وصل بيرل إلى اليابسة بالقرب من ماتاجوردا بولاية تكساس، بسرعة رياح مستمرة تصل إلى 80 ميل/س (130 كم/س). ضعف الإعصار بسرعة داخل اليابسة، وتحول إلى إعصار خارج استوائي في وقت مبكر من 9 يوليو. وبحلول اليوم التالي، كانت بقايا العاصفة تعبر مضيق ميتشيغان السفلي، متجهة نحو شمال شرق أونتاريو قبل أن تختفي تماما في 11 يوليو.
في 29 يونيو أمر رئيس وزراء سانت لوسيا بإغلاق عام تحسبًا لتأثيرات الإعصار بيريل على الدولة الجزرية. أجّلت الخطوط الجوية الكاريبية العديد من الرحلات الجوية بين باربادوس وغرينادا وسانت فينسنت والغرينادين وترينيداد وتوباغو في اليوم التالي. وأُلغي اجتماع الجماعة الكاريبية المزمع عقده في الفترة من الثالث إلى الخامس من يوليو في غرينادا. كانت الآثار والإصابات الناجمة عن الإعصار واسعة النطاق، حيث تسبب بيريل في أضرار بالغة في الجزر الشمالية كاريياكو وبيتي مارتينيك، وفي العديد من الجزر الجنوبية لسانت فينسنت وجزر غرينادين مثل جزيرة يونيون وكانوان، حيث تضرر أو دُمر ما يقدر بنسبة 95% من المباني. أما في فنزويلا فقد لقي ستة أشخاص حتفهم وفُقد العديد. كما سُجلت أضرار في يوكاتان وشهدت فيضانات واسعة النطاق. في الولايات المتحدة شهدت ولاية تكساس فيضانات شديدة وأضرارًا ناجمة عن الرياح، مع تقارير عن مقتل 22 شخصًا على الأقل في منطقة هيوستن الكبرى. بالإضافة إلى ذلك، أنتجت العصابات الخارجية للإعصار تفشيًا غزيرًا للأعاصير لمدة ثلاثة أيام، مع تأكيد 68 إعصارًا في تكساس ولويزيانا وأركنساس ومسيسيبي وإنديانا وكنتاكي ونيويورك وأونتاريو. تم تأكيد ما مجموعه 71 حالة وفاة، وقُدرت الأضرار الأولية بأكثر من 6.86 مليار دولار أمريكي. وقدرت شركة غالاغر ري إجمالي الخسائر بحوالي 7.74 مليار دولار أمريكي حتى بداية أكتوبر 2024.

### كريس
في 24 يونيو بدأ المركز الوطني للأعاصير برصد موجة استوائية تقع جنوب شرقي جزر ويندوارد، متسببة بأمطار وعواصف رعدية متقطعة. تحركت هذه الاضطرابات باتجاه الغرب عمومًا عبر منطقة البحر الكاريبي لعدة أيام،  قبل أن تعبر شبه جزيرة يوكاتان وتصل إلى خليج كامبيتشي في مطلع يوم 30 يونيو. وهناك تشكلت منطقة منخفضة الضغط سرعان ما ازدادت تماسكاً. وفي وقت لاحق من ذلك اليوم، تشكل المنخفض المداري الثالث،  وتطور إلى العاصفة المدارية "كريس" بعد ست ساعات. وبعد فترة وجيزة ضرب النظام الساحل عند بلدية فيغا دي ألاتوري في ولاية فيراكروز في أوج قوته. ثم ضعف الإعصار "كريس" فوق تضاريس المكسيك الوعرة واندثر في مطلع الأول من يوليو.
أحدثت عاصفة كريس هطول أمطار غزيرة على ولايات تشياباس وهيدالغو وموريليوس وسان لويس بوتوسي وفيراكروز، مما أدى إلى حدوث فيضانات عارمة وارتفاع منسوب المياه في الأنهار وانهيارات طينية. ونتيجة لذلك أغلقت السلطات المحلية في ولاية فيراكروز المدارس في 41 بلدية، وفتحت تسعة ملاجئ مؤقتة آوت 86 شخصًا. كما لحقت الأضرار العديد من المنازل، منها قرابة 2000 منزل في مدينة هيلوابان وحدها. وفي ولاية هيدالغو أجبرت الفيضانات نحو 200 أسرة في بلدة ياهواليكا على ترك منازلهم. وتضرر أكثر من 20 ألف نسمة في بلدة زوتشياتيبان، حيث غمرت المياه المنازل وعيادة طبية. ولقي رجل مسن حتفه في بلدة سان سلفادور بعد أن دفن تحت الأنقاض الناجمة عن انهيار طيني. بالإضافة إلى ذلك، لقي أربعة من رجال الشرطة مصرعهم في بلدة تبيتلان بولاية فيراكروز، حيث جرفتهم المياه أثناء قيامهم بمسح الأضرار الناجمة عن العاصفة.

### ديبي
في 26 يوليو بدأ المركز الوطني للأعاصير بتتبع موجة استوائية يحتمل أن تتطور إلى إعصار مداري. ومع تقدمها نحو الغرب، لاحظ المركز الوطني للأعاصير أن الموجة الاستوائية بدأت تتشكل بوضوح، مما دفعه إلى تصنيفها كإعصار مداري محتمل في 2 أغسطس. في تلك الليلة، طور النظام دورانًا مغلقًا بالقرب من الساحل الجنوبي لكوبا، مما دفع المركز لترقيته إلى منخفض مداري. دخل المنخفض المداري الرابع خليج المكسيك حيث زادت قوته وتطور لاحقًا إلى العاصفة المدارية ديبي في 3 أغسطس. ازدادت قوته في خليج المكسيك من عاصفة مدارية إلى إعصار متأخرًا في 4 أغسطس، قبل أن يصل إلى اليابسة في فلوريدا. في 5 أغسطس وصل ديبي إلى اليابسة لأول مرة بالقرب من ستينهاتشي، فلوريدا. وفي 8 أغسطس وصل ديبي إلى اليابسة للمرة الثانية في كارولينا الجنوبية، على بعد حوالي 20 ميل (32 كم) شمال شرق تشارلستون. ثم ضعف بشكل تدريجي بمجرد دخوله اليابسة، وتحول لاحقًا إلى منخفض مداري،  ثم إلى إعصار ما بعد المداري.
أثرت الأمطار الغزيرة التي تسببت بها العاصفة على دول منطقة البحر الكاريبي، لا سيما كوبا وبورتوريكو،  مما استدعى إعلان حالة الطوارئ في ولايات فلوريدا وجورجيا وكارولينا الشمالية والجنوبية استباقًا لوصولها. وقد تركزت شدة الأمطار في منطقة ساراسوتا نتيجة لحركة العاصفة البطيئة، الأمر الذي أدى إلى خسائر في الأرواح بلغت عشرة وفيات على الأقل، وتقديرات أولية للأضرار المادية بلغت ملياري دولار أمريكي. ولم تتوقف آثار العاصفة عند هذا الحد، بل امتدت إلى كيبك حيث سجلت أشد أمطار يوم واحد على مدار تاريخ مونتريال الممتد لنحو 380 عامًا،  مما جعلها الحدث المناخي الأكثر تكلفة في تاريخ المقاطعة بتجاوز الأضرار المؤمن عليها 2.5 مليار دولار كندي. وبحسب تقديرات شركة غالاغر ري، بلغت الخسائر الإجمالية الناجمة عن العاصفة، حتى أكتوبر 2024، نحو سبعة مليارات دولار أمريكي.

### إرنستو
في 8 أغسطس أشار المركز الوطني للأعاصير إلى احتمال تشكُّل منطقة ضغط منخفض في وسط أو شرق المحيط الأطلسي المداري. وفي وقت لاحق من ذلك اليوم بدأ المركز في تتبع موجة استوائية جنوب غرب جزر الرأس الأخضر. بعد يومين بدأت شدة الأمطار المرتبطة بالموجة في الازدياد، وظهرت بوادر تنظيم في النظام الجوي في 11 أغسطس. ونتيجة لذلك تطورت هذه الاضطرابات إلى منطقة ضغط منخفض في وقت لاحق من ذلك اليوم. ونظرًا لتوقعات بتأثيرها على جزر ليوارد، صُنّفت على أنها إعصار مداري محتمل بعد فترة وجيزة. في اليوم التالي، تطوّر النظام بشكل كافٍ ليصبح عاصفة مدارية، وأُطلق عليه اسم إرنستو. وازدادت قوة إرنستو أثناء تحركه عبر جزر الأنتيل الصغرى، مما أثر على جزر العذراء وبورتوريكو. وقد سمحت الظروف البيئية المواتية لإرنستو بزيادة قوته أكثر، ليصبح إعصارًا في 14 أغسطس. وعلى الرغم من استمراره في التعرض لظروف جوية جافة، إلا أن العاصفة زادت قوتها أكثر، وبلغت ذروتها كإعصار من الفئة الثانية في اليوم التالي. بعد ذلك ضعف إرنستو بسبب رياح القص قبل أن يصل إلى اليابسة في برمودا في الساعة 08:30 بالتوقيت العالمي المنسق في 17 أغسطس كإعصار من الفئة الأولى. وبعد وصوله إلى اليابسة، ضعف إرنستو أكثر ليصبح عاصفة مدارية بسبب الظروف الجافة في وقت لاحق من ذلك اليوم.
استعاد الإعصار قوته مُتحولًا إلى إعصار من الفئة الأولى في الساعة 21:00 بالتوقيت العالمي المنسق، وذلك بفضل تحسن الظروف البيئية المحيطة به. وبعد فترة وجيزة من اكتسابه هذه القوة المتزايدة خلال 19 أغسطس، حيث بلغت سرعة الرياح المستمرة 90 ميل في الساعة (145 كم/ساعة)، بدأ الإعصار يفقد من قوته من جديد بسبب انخفاض درجة حرارة مياه المحيط والظروف البيئية غير المساعدة، وذلك لدى اقترابه من سواحل نيوفاوندلاند. ومع استمرار الإعصار في التحرك بسرعة نحو الشمال الشرقي خلال منتصف يوم 20 أغسطس، تحول إلى نظام ما بعد الاستوائي.
أُغلِقت العديد من الطرق الرئيسية في جزيرة غوادلوب بسبب العاصفة،  وبلغت سرعة الرياح في جزيرة كوليبرا 138 كم/ساعة،  مما أدى إلى انسداد الطرق بالأشجار المتساقطة وتطاير الأسقف. وانقطعت الكهرباء عن أكثر من 45 ألف مشترك في جزر العذراء بسبب هبوب الرياح العاصفة. وانقطعت الكهرباء بالكامل في كل من سانت كروا وسانت توماس،  كما انقطعت الكهرباء عن أكثر من 725 ألف منزل في بورتوريكو، أي ما يقرب من نصف الجزيرة. وعانى 235 ألف منزل إضافي من انقطاع المياه. وفي برمودا سُجلت انقطاعات في التيار الكهربائي أيضاً. وفي كارولينا الجنوبية لقي شخصان حتفهما بسبب التيارات المائية العنيفة التي سببها الإعصار إرنستو. وفي كارولينا الشمالية عُثر على جثة شخص نتيجة لظروف البحر المضطربة التي سببها الإعصار ذاته. وفي مدينة نيويورك مع توقع ارتفاع الأمواج إلى ستة أقدام، أمر العمدة إريك آدمز بإغلاق جميع الشواطئ في بروكلين وكوينز. ووفقًا لتقرير لشركة غالاغر ري، قُدّرت الخسائر الإجمالية بـ 150 مليون دولار أمريكي حتى أكتوبر 2024.

### فرانسين
في 26 أغسطس أشار المركز الوطني للأعاصير إلى احتمال نشوء منطقة ضغط منخفض في وسط المحيط الأطلسي المداري. وبعد يومين، بدأ تتبع موجة استوائية مصحوبة بأمطار متقطعة. في البداية كانت الأمطار المتساقطة من هذه الموجة أكثر تركيزًا على طول محورها، ثم ازدادت تنظيمًا بحلول 31 أغسطس. ومع ذلك أدت الظروف البيئية غير المساعدة إلى عودة الموجة إلى حالة من عدم الاستقرار. وبعد عدة أيام في 7 سبتمبر عبرت الموجة خليج كامبيتشي، وتحولت إلى منطقة ضغط منخفض في اليوم التالي. وبسبب اقتراب هذا النظام من اليابسة، صُنف على أنه إعصار مداري محتمل في الساعة 21:00 بالتوقيت العالمي المنسق في 8 سبتمبر. قويت العاصفة الوليدة بفعل تيارات هوائية نفاثة علوية قوية قرب سلسلة جبال سييرا مادري الشرقية، مما زاد من شدة الرياح. في اليوم التالي تطورت هذه العاصفة إلى عاصفة مدارية أُطلق عليها اسم "فرانسين". وبينما كانت تتحرك فوق الخليج، انحرفت مسارها شرقًا بفعل نظام ضغط جوي مرتفع فوق ولاية فلوريدا. استمرت العاصفة في التكثف وتحولت إلى إعصار في الساعة 03:00 بالتوقيت العالمي المنسق يوم 11 سبتمبر. واصل الإعصار فرانسين حركته نحو الشمال الشرقي، وشهد تقوية سريعة ومستمرة. ورغم زيادة رياح القص، إلا أن الإعصار استمر في الزيادة في القوة، ليصبح إعصارًا من الفئة الثانية جنوب ولاية لويزيانا، وبلغت أقصى سرعة للرياح فيه 100 ميل في الساعة (155 كم/ساعة). وبهذه الشدة ضرب الإعصار اليابسة في مقاطعة تيربون بولاية لويزيانا في الساعة 22:00 بالتوقيت العالمي المنسق يوم 11 سبتمبر. بعد ذلك بدأ الإعصار يفقد قوته بسرعة، وتحول إلى عاصفة مدارية في الساعة 03:00 بالتوقيت العالمي المنسق في 12 سبتمبر، ثم إلى منخفض مداري في الساعة 06:00 بالتوقيت العالمي المنسق، وفي النهاية بقي كبقايا منخفض لمدة يوم واحد.
شهد شمال شرق خليج المكسيك فيضانات واسعة النطاق، مما أدى إلى تعطيل كبير في إنتاج النفط والغاز الطبيعي بالمنطقة. وعلى الرغم من شدة الكارثة، لم تسجل أي وفيات نتيجة للإعصار فرانسين. وقد قدرت الخسائر المادية الناجمة عن هذه الأحداث بـ 1.5 مليار دولار أمريكي حتى شهر أكتوبر من العام 2024، وفقًا لتقديرات شركة غالاغر ري.

### غوردون
في 7 سبتمبر أشار المركز الوطني للأعاصير إلى أن منطقة من الضغط الجوي المنخفض قد تتفاعل مع موجة مدارية قريبة، ومن ثم تتطور ببطء. ونظرًا لوجودها في بيئة ملائمة للنمو، فقد بدأت الأمطار والعواصف الرعدية في 11 سبتمبر تظهر علامات على التنظيم في ذلك الاضطراب الجوي، ليتحول إلى موجة مدارية. وفي وقت لاحق من ذلك اليوم، تطورت تلك الموجة لتشكل دورانًا سطحياً، مما أدى إلى تحولها إلى منخفض مداري. وقد اشتد هذا المنخفض ليصبح عاصفة مدارية أُطلق عليها اسم "غوردون" في الساعة 15:00 بالتوقيت العالمي المنسق في 13 سبتمبر. بقي مركز النظام بعيدًا عن المنطقة ذات الحمل الحراري العميق، ومنعت رياح القص المستمرة العاصفة من الاشتداد بشكل كبير. وقد ضعف هذا النظام مجددًا ليصبح منخفضًا مداريًا في 15 سبتمبر. وتدهور الهيكل الحراري للعاصفة تدريجياً، ليتحول النظام إلى منطقة من الضغط الجوي المنخفض في 17 سبتمبر. واستمر المركز الوطني للأعاصير في مراقبة النظام حتى 21 سبتمبر تحسبًا لإعادة تكوينه، على الرغم من أن رياح القص القوية أبقت أي حمل حراري بعيدًا عن مركز الدوران أثناء تحركه فوق وسط المحيط الأطلسي المفتوح.

### هيلين
أشار المركز الوطني للأعاصير في 17 سبتمبر إلى احتمالية تشكل نظام عاصفي مداري في شمال غرب البحر الكاريبي خلال أيام قليلة. وبعد عدة أيام بدأ المركز تتبع منطقة منخفضة الضغط تغطي مساحة واسعة في غرب الكاريبي. ومع انتقال النظام إلى بيئة ملائمة للتطور، بدأت الأمطار والعواصف الرعدية المرتبطة به تزداد تماسكًا وتنظيماً. وبسبب اقتراب النظام من اليابسة، صنّفه المركز كمنطقة استوائية ذات احتمال لتكوين إعصار في الساعة 15:00 بالتوقيت العالمي المنسق في 23 سبتمبر. وخلال الأربع والعشرين ساعة التالية اكتسب النظام السمات المدارية، فصُنف عاصفة مدارية أُطلق عليها اسم "هيلين" في الساعة 15:00 بالتوقيت العالمي المنسق في 24 سبتمبر، وسرعان ما اشتدت قوة العاصفة، فصنفها المركز إعصارًا في اليوم التالي. وفي 26 سبتمبر اجتاح الإعصار هيلين ساحل ولاية فلوريدا الشرقي بالقرب من مصب نهر أوسيلا بأقصى قوة له. وبعد ذلك ضعف الإعصار بسرعة مع تقدمه نحو الداخل، وتحول إلى منخفض مداري فوق تينيسي في 27 سبتمبر. ودام هذا المنخفض ثابتًا فوق الولاية حتى تلاشى تمامًا في 29 سبتمبر.
تحسبًا لوصول الإعصار الشديد "هيلين" إلى اليابسة، أعلنا حاكما ولايتي فلوريدا وجورجياحالة الطوارئ، تخوفًا من الآثار المدمرة المتوقعة. وشملت هذه الآثار ارتفاع أمواج عاتية على طول السواحل، ورياح عاصفة اجتاحت المناطق الداخلية حتى وصلت إلى مدينة أتلانتا. وقد امتدت تحذيرات الإعصار لتشمل مساحات واسعة من الداخل بسبب سرعة حركة العاصفة الهائلة. كما تسببت الأمطار الغزيرة المصاحبة للإعصار في فيضانات كارثية، خاصة في غرب ولاية كارولينا الشمالية وشرق ولاية تينيسي، وظهرت أعاصير عديدة. وحتى تاريخ 18 أكتوبر بلغ عدد الضحايا حوالي 255 قتيلاً، مما جعل هذا الإعصار ثاني أعنف إعصار يضرب الولايات المتحدة القارية في الخمسين عامًا الماضية بعد إعصار كاترينا عام 2005، والأكثر دموية بشكل عام منذ إعصار ماريا عام 2017. وقد صرح الحاكم كوبر بأن إعصار هيلين تسبب في أضرار وخسائر تقدر قيمتها بـ 53 مليار دولار على الأقل في غرب ولاية كارولينا الشمالية.

### إسحاق
في 25 سبتمبر باشر المركز الوطني للأعاصير برصد منخفض جوي غير استوائي شمال شرقي برمودا، كان يولد رياحًا قوية شبيهة برياح العاصفة. وفي وقت لاحق من ذلك اليوم ازدادت اضطرابات هذا المنخفض تنظيمًا وانفصل عن الجبهة الهوائية الباردة. وبعد اكتمال تحوله إلى نظام استوائي، صُنّف هذا النظام على أنه عاصفة مدارية أُطلق عليها اسم "إسحاق" في الساعة 03:00 بالتوقيت العالمي المنسق يوم 26 سبتمبر، وكان يبعد حوالي 690 ميل (1115 كم) شمال شرق برمودا. وبينما كان يتحرك عمومًا باتجاه الشرق، ازداد النظام تنظيمًا بشكل مطرد، وتحول إلى إعصار من الفئة الأولى يوم 17 سبتمبر.
واصل الإعصار اكتساب القوة في اليوم التالي، متجهًا نحو الشمال الشرقي وتحوّل إلى إعصار من الفئة الثانية. بلغ الإعصار أقصى شدة له في هذه المرحلة، حيث وصلت سرعة الرياح المستمرة إلى 105 ميل/س (165 كم/س)، وانخفض الضغط الجوي إلى 968 مليبار، وكان يبعد حوالي 785 ميل (1265 كم) غرب جزر الأزور. وبعد ذلك استقر معدل زيادة قوة الإعصار،  ثم بدأ يضعف تدريجيًا وتحول إلى عاصفة مدارية في أواخر يوم 29 سبتمبر، وذلك بسبب تأثير عوامل عديدة منها انخفاض درجة حرارة سطح البحر، وزيادة رياح القص، وارتفاع نسبة الهواء الجاف. وبدأ الإعصار أيضًا في التحول إلى إعصار ما بعد المداري،  واكتمل هذا التحول في صباح يوم 30 سبتمبر. اندمجت بقايا العاصفة إسحاق مع منخفض جوي آخر مما أدى إلى هطول أمطار غزيرة على شبه الجزيرة الأيبيرية.

### جويس
في 22 سبتمبر انطلقت موجة مدارية قبالة سواحل غرب أفريقيا،  مولدةً في بادئ الأمر أمطارًا وعواصف رعدية متفرقة، ثم تبع ذلك تشكل منطقة ضغط جوي منخفض ممتدة على طول الموجة،  مما زاد من النشاط الحراري. وفي 27 سبتمبر اكتسب هذا الاضطراب رياحًا عاتية،  وتحول إلى عاصفة مدارية أُطلق عليها اسم "جويس"،  وذلك في منتصف المسافة بين جزر ليوارد والرأس الأخضر. وواصلت العاصفة "جويس" تعزيز نفسها، وبلغت أشد ما تكون حين وصلت سرعة رياحها إلى 50 ميل في الساعة (80 كم/س). بيد أنها بدأت تضعف في 28 سبتمبر، وذلك بسبب رياح القص الجنوبية التي أدت إلى تشتت الحمل الحراري بعيدًا عن مركز العاصفة،  مما حولها إلى منخفض جوي في اليوم التالي،  ثم إلى بقايا منخفضة بحلول 30 سبتمبر.

### كيرك
في 28 سبتمبر باشر المركز الوطني للأعاصير بمراقبة منطقة واسعة من الضغط الجوي المنخفض، تولد نشاطًا مطريًا محدودًا غرب الرأس الأخضر. ومع تطور وتنظيم الأمطار والعواصف الرعدية المرتبطة بهذا الاضطراب، أظهرت صور الأقمار الصناعية في 29 سبتمبر تعزيزًا واضحًا لدوران هذا الاضطراب، ونتيجة لذلك تطور إلى منخفض مداري في وقت لاحق من ذلك اليوم. وفي اليوم التالي تحول إلى العاصفة المدارية كيرك. في ظل ظروف بيئية مواتية للغاية، تعززت العاصفة كيرك بسرعة، حيث أشار المركز الوطني للأعاصير إلى ظهور جزء من جدار العين في وقت مبكر من 30 سبتمبر. وفي فترة ما بعد ظهر يوم 1 أكتوبر أفاد المركز نفسه بأن كيرك قد تحول إلى إعصار. وبعد تقلبات في شدته عقب هذه الفترة من التكثيف السريع، بلغت كيرك شدة الفئة الرابعة في وقت متأخر من الثالث من أكتوبر. ووصلت إلى أقصى شدة لها صباح اليوم التالي، برياح بلغت سرعتها 145 ميل/س (230 كم/س)، بعيدًا إلى الشرق الشمالي الشرقي من جزر ويندوارد الشمالية. ضعفت العاصفة كيرك عندما تحركت شمالًا نحو مياه أكثر برودة، قبل أن تتسارع نحو الشمال الشرقي وتدخل في مرحلة انتقال ما بعد المدارية، والتي اكتملت في صباح 7 أكتوبر، ثم مرت العاصفة ما بعد المدارية شمال جزر الأزور، قبل أن تتجه نحو الساحل الغربي لفرنسا وأوروبا الغربية.
جلب إعصار كيرك أمواجًا عاتية إلى الساحل الشرقي للولايات المتحدة، وتسبب في خسائر فادحة في أوروبا. فقد ضرب البرتغال وإسبانيا بقوة، مما أدى إلى سقوط آلاف الأشجار وقطع الطرق وتعطيل خطوط السكك الحديدية. وبلغت الخسائر المادية في البرتغال ملايين اليوروهات، خصوصًا في قطاع الزراعة، حيث تضررت مساحات واسعة من مزارع التفاح. وفي إسبانيا شهدت البلاد أمطارًا غزيرة ورياحًا عاصفة، وتسببت الانهيارات الطينية في إغلاق الطرق. كما عانت فرنسا من فيضانات واسعة النطاق وقطع التيار الكهربائي عن عشرات الآلاف من المنازل، وتسبب الإعصار في خسائر في الأرواح.

### ليزلي
في 29 سبتمبر بدأ المركز الوطني للأعاصير برصد موجة استوائية تولد نشاطًا مطريًا محدودًا قرب ساحل غرب إفريقيا. وفي اليوم التالي تشكلت منطقة واسعة من الضغط المنخفض على امتداد الموجة جنوب جزر الرأس الأخضر في ظل ظروف ملائمة لمزيد من التطور. بدأ النظام في التنظيم التدريجي حيث تطور دوران مغلق واسع في الثاني من أكتوبر، مما أدى إلى تشكل المنخفض المداري الثالث عشر. وفي وقت لاحق من ذلك اليوم تعزز النظام ليصبح العاصفة المدارية ليزلي، بينما كان يتحرك ببطء نحو الغرب في بيئة رياح معتدلة بسبب التدفق من إعصار كيرك إلى شمال غربه. في الخامس من أكتوبر زادت قوة ليزلي وأصبحت إعصارًا من الفئة الأولى، قبل أن تضعف مرة أخرى إلى عاصفة مدارية في صباح الثامن من أكتوبر. واستعادت ليزلي قوتها كإعصار في وقت لاحق من تلك الليلة بعد التحرك فوق مياه أكثر دفئًا، لتصبح إعصارًا من الفئة الثانية في وقت مبكر من العاشر من أكتوبر. وفي الساعة 09:00 بالتوقيت العالمي المنسق في اليوم التالي، ضعفت ليزلي إلى عاصفة مدارية حيث أزاحت الرياح الشمالية معظم نشاط الحمل الحراري للعاصفة إلى جنوب المركز، تاركة المركز مكشوفًا. ثم تحولت ليزلي نحو الشمال الشرقي قبل أن تتحول إلى منخفض جوي في الثاني عشر من أكتوبر.
تحوّلت بقايا العاصفة ليسلي إلى منخفض جوي أُطلق عليه اسم إيرينا،  مما تسبب في حدوث فيضانات عارمة في فرنسا. سجلت العديد من البلديات هطولًا للأمطار تجاوز 300 ملليمتر، وبلغت كمية الأمطار في مدينة مايريس 689 ملليمترًا. أدّت هذه الفيضانات إلى غمر بعض المباني وانقطاع التيار الكهربائي عن حوالي سبعمائة شخص. علاوة على ذلك، اقتلعت الرياح العاتية شجرة، مما أسفر عن وفاة رجل وإصابة طفليه بإصابات طفيفة.

### ميلتون
في 26 سبتمبر بدأ المركز الوطني للأعاصير برصد البحر الكاريبي تحسبًا لتطور ظاهرة مدارية. وبعد مضي ثلاثة أيام تشكلت منطقة واسعة من الضغط الجوي المنخفض فوق الجزء الغربي من البحر الكاريبي، مصحوبة بأمطار وعواصف رعدية متفرقة. غير أن هذه المنطقة تدهورت بعد يومين وتحولت إلى منخفض جوي مفتوح. وفي الوقت الذي بدأت فيه هذه الفجوة الجوية الواسعة بالتفاعل مع جبهة هوائية ثابتة وبقايا المنخفض المداري الحادي عشر في شرق المحيط الهادئ، تشكلت منطقة ضغط جوي منخفض جديدة في خليج المكسيك في الرابع من أكتوبر. وسرعان ما ازدادت الأمطار والعواصف الرعدية المرتبطة بهذا الاضطراب تنظيمًا، مما دفع المركز الوطني للأعاصير إلى تصنيفه كمنخفض مداري رقم 14 في اليوم التالي. طرأ تطورٌ آخر وبعد ساعاتٍ قليلة أشارت بيانات الرياح المستقاة من الأقمار الصناعية إلى تحول المنخفض إلى عاصفة مدارية أُطلق عليها اسم "ميلتون". وقد تمكنت هذه العاصفة من التكاثف بسرعة بفعل الظروف البيئية المواتية للغاية، وتحولت إلى إعصار من الفئة الأولى بعد ظهر يوم 6 أكتوبر. وواصل إعصار ميلتون تعزيز قوته طيلة الليل والصباح، ليبلغ الفئة الرابعة صباح يوم 7 أكتوبر، ثم بلغ أقصى شدة له ووصل إلى الفئة الخامسة بحلول الساعة 16:00 بالتوقيت العالمي المنسق من ذلك اليوم. واستمر الإعصار في تعزيز قوته خلال فترة ما بعد الظهر، حيث بلغت سرعة الرياح المصاحبة له 180 ميل/س (285 كم/س) في الساعة 18:00 بالتوقيت العالمي المنسق لنفس اليوم. وفي اليوم التالي ضعف الإعصار إلى الفئة الرابعة العليا نتيجة لدورة استبدال جدار العين، ولكن بعد اكتمال هذه الدورة، استعاد قوته بسرعة ليعود إلى الفئة الخامسة. ثم تراجع ميلتون إلى قوة إعصار من الفئة الرابعة في 9 أكتوبر، ثم ضعف أكثر ليصل إلى شدة الفئة الثالثة، وذلك بسبب سيطرة رياح القص الجنوبية الغربية القوية التي بلغت سرعتها 35–40 ميل/س (56–65 كم/س) على الإعصار. وفي تمام الساعة 00:30 بالتوقيت العالمي المنسق يوم 10 أكتوبر ضرب ميلتون اليابسة بالقرب من جزيرة سيسيستا كي بفلوريدا، وهو في قوة إعصار من الفئة الثالثة بسرعة رياح بلغت 120 ميل/س (195 كم/س). وقد ضعف ميلتون مع تحركه فوق اليابسة، وعاد إلى المحيط الأطلسي وهو في قوة إعصار من الفئة الأولى، ليندمج بعد ذلك مع جبهة جوية قريبة. وبحلول العاشر من أكتوبر، تحول إلى إعصار خارج استوائي. وقد فقد قوته تدريجيًا، ومر بالقرب من برمودا يوم الحادي عشر من أكتوبر، قبل أن يتلاشى داخل الجبهة الجوية يوم الثاني عشر من أكتوبر.
تعرضت ولاية يوكاتان إلى ارتفاع في أمواج العواصف وهطول أمطار غزيرة،  مما أدى إلى غمر مدينتي كامبيتشي وسيلستون، وفرض إجلاء سكان سيلستون. وعمومًا كانت سيلستون وسيزال الأكثر تضررًا في البلاد. كما شهد غرب كوبا فيضانات ورياحًا عاتية جراء إعصار ميلتون. وقد تسبب ميلتون في نشوء عدد كبير من الأعاصير في فلوريدا،  حيث تعرضت مدينة فينيسيا لرياح عاتية بلغت سرعتها 92 ميل في الساعة (148 كم/س). وتعرض مبنى صحيفة تامبا باي تايمز وملعب تروبيكانا لأضرار بفعل إعصار ميلتون. أما جزر البهاما، فلم تتأثر كثيرًا بإعصار ميلتون.

### نادين
في 15 أكتوبر تشكّلت منطقة واسعة من الضغط المنخفض في الجزء الجنوبي الغربي من بحر الكاريبي، شرق أمريكا الوسطى، مرتبطة بما يُعرف بدوامة أمريكا الوسطى. تحرك هذا الاضطراب ببطء نحو الشمال الغربي خلال اليومين التاليين، مبتعدًا عن الساحل. ثم في السابع عشر والثامن عشر من أكتوبر أصبح الضغط المنخفض أكثر تحديدًا، وازدادت الأمطار والعواصف الرعدية المرتبطة به تنظيمًا. ونتيجة لذلك صُنّف النظام على أنه إعصار مداري محتمل في فترة بعد ظهر يوم الثامن عشر من أكتوبر. وأُصدرت تحذيرات من العاصفة المدارية في ذلك الوقت، بدءًا من بليز ممتدة شمالًا إلى الحدود الفاصلة بين بليز والمكسيك، ثم شمالًا لتشمل تولوم في ولاية كوينتانا رو المكسيكية. سرعان ما طوّر النظام دورانًا مغلقًا، وصُنف كعاصفة مدارية أُطلق عليها اسم "نادين" في وقت مبكر من اليوم التالي، بينما كان يبعد حوالي 120 ميل (190 كـم) شرق بليز.
وصلت العاصفة إلى اليابسة بالقرب من مدينة بليز في الساعة 16:00 بالتوقيت العالمي المنسق من نفس اليوم، وقد بلغت أقصى شدة لها حينئذ، حيث بلغت سرعة الرياح المستمرة فيها 60 ميل/س (95 كم/س). وبعد ثماني ساعات، ضعفت العاصفة إلى منخفض مداري فوق شمال غواتيمالا. ثم في صباح 20 أكتوبر تدهور النظام إلى بقايا منخفض جوي أثناء عبوره جنوب المكسيك. وفي النهاية دخلت بقايا نادين إلى حوض المحيط الهادئ، حيث ساهمت في نشوء منخفض ضغط في خليج تيهوانتيبيك، مما أدى إلى تشكل إعصار كريستي في 21 أكتوبر.
أدت العاصفة نادين إلى هطول أمطار غزيرة بلغت قرابة 2 بوصة (51 مـم) في بليز، وحوالي 3.5 بوصة (90 مـم) في كوينتانا رو، حيث غمرت المياه العديد من المنازل في شيتومال. وفي كامبيتشي تسببت العاصفة في فيضانات وانقطاعات في التيار الكهربائي واقتلاع للأشجار، فضلًا عن جنوح حوالي ثلاثمائة سفينة ساحلية بسبب الأمواج العاتية. أما في تشياباس فأسفرت الفيضانات عن أضرار في أربعة عشر منزلًا في رايون، ومنزلين في رينكون تشامولا سان بيدرو، كما أدى انهيار أرضي إلى إغلاق جزء من الطريق السريع الفيدرالي 190. وفي ولاية تاباسكو تسببت الأمطار الغزيرة في أضرار لخمسة عشر منزلاً، وحدثت فيضانات وانهيارات أرضية في تاكوتاليا.
أسفرت العاصفة عن ثلاث وفيات في تشياباس، حيث لقي شخصان حتفهما داخل منزل في بلدية تيلا نتيجة لانهيار أرضي؛ وغرق رجل عندما جرفت المياه مركبته في سان خوان تشامولا. كما حدثت حالتا وفاة في فيراكروز: الأولى بعدما اجتاح انهيار طيني منزله في سييرا دي زونغوليكا، والثانية في سانتياغو توكستلا نتيجة لصعقة كهربائية؛ كما فُقد رجل آخر بعدما جرفته المياه.

### أوسكار
في 10 أكتوبر تحركت موجة استوائية مصحوبة بأمطار وعواصف رعدية غير منتظمة من الساحل الغربي لأفريقيا. وفي وقت لاحق من ذلك اليوم تشكلت منطقة واسعة من الضغط المنخفض، مما أنتج رياحًا قريبة من قوة العاصفة على طول الموجة. بعد عبور الاضطراب فوق الرأس الأخضر في اليوم التالي، تحرك غربًا في بيئة غير ملائمة للتطور، مما أدى إلى تناقص نشاطه بشكل كبير. استمرت الاضطرابات في التحرك نحو الغرب، وبقيت غير منتظمة أثناء مرورها شمال بورتوريكو في 18 أكتوبر، على الرغم من استمرار الحمل الحراري القوي حول مركز دوران متوسط المستوى الناشئ. في صباح اليوم التالي طورت الاضطرابات دورانًا مغلقًا، وصُنف عاصفة مدارية أُطلق عليها "أوسكار". أظهرت استكشافات أن أوسكار كان أقوى بكثير مما كان متوقعًا في البداية، ورُقي إلى إعصار من الفئة الأولى بسرعة رياح مستمرة بلغت 80 ميل/س (130 كم/س) عند الساعة 18:00 بالتوقيت العالمي المنسق في 19 أكتوبر. في الساعة 21:50 بالتوقيت العالمي المنسق من يوم 20 أكتوبر وصل إعصار أوسكار إلى اليابسة كإعصار من الفئة الأولى في باراكوا، الواقعة في مقاطعة غوانتانامو الكوبية.
في جزر البهاما اضطر العديد من السكان إلى إخلاء منازلهم بعد تضررها، وفي كوبا ضربت أمواج بارتفاع 6.5-قدم (2.0 م) باراكوا، مُلحقةً أضرارًا بجدران وأسقف المباني. وقد لقي ما لا يقل عن سبعة أشخاص مصرعهم بسبب العاصفة. وتُقدر الأضرار الأولية بعشرات الملايين وفقًا لتقرير شركة أيه أو إن المتحدة.

### باتي
في 31 أكتوبر بدأ منخفض جوي غير مداري بقوة عاصفة، يقع على بُعد حوالي 550 ميل (890 كـم) غرب جزر الأزور الغربية، في إنتاج أمطار وعواصف رعدية بالقرب من مركزه. وبعد يوم واحد بدأ في إنتاج حمل حراري مُنظّم بالقرب من المركز. ورغم أن درجات حرارة سطح البحر الإقليمية كانت حوالي 70 °ف (21 °م)، وهي أقل مما هو مُتوقع لتكوين إعصار مداري، فقد اكتسب النظام خصائص شبه مدارية في 2 نوفمبر، وصُنف كعاصفة شبه مدارية باسم "باتي". وخلال ساعات ازدادت قوته إلى 65 ميل/س (100 كم/س). وفي وقت متأخر من ذلك اليوم قلّ التناسق الحراري للعاصفة مؤديًا لضعفها قليلاً. وخلال هذه الفترة مرت باتي جنوب جزر الأزور الوسطى. [5]

### أنظمة أخرى
في 11 سبتمبر أشار المركز الوطني للأعاصير إلى منطقة بها احتمال لتطور إعصار مداري قبالة الساحل الشرقي للولايات المتحدة. ثم تشكلت منطقة ضغط منخفض غير مدارية في 14 سبتمبر. في اليوم التالي، وجد طاقم طائرة صائدو الأعاصير التابعة للقوات الجوية أن النظام يمتلك مركز دوران واسع على مستوى منخفض، وكان يولد حملًا حراريًا عميقًا فوق وحول المركز. كما وجدوا أن النظام كان في عملية الانفصال عن خصائصه الجبهية. نظرًا لزيادة احتمال اكتساب النظام خصائص مدارية، وقربه من الساحل الجنوبي لولاية كارولينا الجنوبية، صنف المركز الوطني للأعاصير النظام كإعصار مداري محتمل في الساعة 21:00 بالتوقيت العالمي المنسق في 15 سبتمبر.
في ذلك الوقت، أُصدر تحذير من العاصفة المدارية يمتد من إديستو بيتش في ولاية كارولينا الجنوبية، إلى مدخل أوكراكوكي في ولاية كارولينا الشمالية. أغلقت المدارس أبوابها استعدادًا للعاصفة. وعند اقتراب النظام من شمال شرق كارولينا الجنوبية في فترة ما بعد الظهر التالية، لم يكتسب خصائص مدارية وانخفضت سرعة رياحه المستمرة إلى أقل من قوة العاصفة المدارية. بناءً على ذلك، أُلغيت تحذيرات العاصفة المدارية لولاية كارولينا مع صدور المشورة النهائية من المركز الوطني للأعاصير في الساعة 21:00 بالتوقيت العالمي المنسق في 16 سبتمبر. جلبت العاصفة أمطارًا غزيرة إلى كارولينا، خاصة في شاطئ كارولينا، حيث بلغت كميات الأمطار 20.81 بوصة (529 ملم)، وتسببت في فيضانات كبيرة في مقاطعة برونزويك في ولاية كارولينا الشمالية، حيث فُرض حظر تجول قصير.

في ساني بوينت بكارولينا الشمالية، بلغت سرعة الرياح 77 ميلًا في الساعة (124 كم/ساعة). غمرت مياه المد العالي عدة طرق ساحلية، مثل طريق إن سي 12. ولقي شخص حتفه بعد محاولته القيادة عبر مياه الفيضان. وفقًا لتقرير "غالاغر ري" تُقدر الخسائر الإجمالية بحوالي 200 مليون دولار حتى أكتوبر 2024.

## أسماء العواصف
تُستعمل القائمة التالية من الأسماء لتسمية الأنظمة العاصفية التي تتشكل في شمال المحيط الأطلسي لعام 2024. وهي قائمة مطابقة لتلك التي استُعملت في موسم عام 2018، عدا عن اسمي "فرانسين" و"ميلتون" اللذين استبدلا باسمي فلورنس ومايكل على التوالي. وقد استُعمل الاسمان الجديدان لأول مرة في هذا الموسم.
| - ألبرتو - Alberto [الإنجليزية] - بيريل - Beryl - كريس - Chris [الإنجليزية] - ديبي - Debby [الإنجليزية] - إرنستو - Ernesto [الإنجليزية] - فرانسين - Francine [الإنجليزية] - غوردون - Gordon | - هيلين - Helene - إسحاق - جويس - كيرك - Kirk [الإنجليزية] - ليزلي - ميلتون - Milton - نادين - Nadine [الإنجليزية] | - أوسكار - Oscar [الإنجليزية] - باتي - Patty (نشط حاليا) - رافائيل - Rafael (غير مستخدم) - سارة - Sara (غير مستخدم) - توني - Tony (غير مستخدم) - فاليري - Valerie (غير مستخدم) - ويليام - William (غير مستخدم) |

## تأثيرات الموسم
يضم هذا الجدول كافة الأنظمة العاصفية التي تشكلت خلال موسم الأعاصير في المحيط الأطلسي لعام 2024. ويتضمن الجدول أسماء الأعاصير، وفترات نشاطها، وتصنيفاتها وشدتها القصوى، والمناطق الجغرافية المتأثرة بها، والخسائر المادية والإصابات البشرية الناجمة عنها. وتجدر الإشارة إلى أن الأرقام الواردة في خانة الوفيات تشمل الحالات غير المباشرة المرتبطة بالعاصفة، مثل حوادث السير، وتُدرج بين قوسين. كما تشمل الخسائر المادية والإصابات كافة الأضرار التي لحقت بالمناطق المتأثرة سواء أثناء مرحلة العاصفة المدارية أو بعد تحولها إلى منخفض خارج المدارية أو أمواج، وكل الأرقام المذكورة في الجدول مقدرة بالدولار الأمريكي لعام 2024.
| مقياس سفير-سمبسون |    |    |    |    |    |    |
| TD                | TS | C1 | C2 | C3 | C4 | C5 |

| ألبرتو        | 19–20 يونيو             | عاصفة استوائية     | 50 (85)   | 992  | يوقطان، شمال شرق المكسيك، جنوب غرب الولايات المتحدة                                                                                    | $165 مليون      | 2 (3)    | [ 86 ] [ 88 ]                                                   |
| بيريل         | 28 يونيو – 9 يوليو      | إعصار من الفئة 5   | 165 (270) | 934  | جزر الأنتيل الصغرى، جزر أنتيل ويندوارد، فنزويلا، جزر الأنتيل الكبرى، يوقطان، وسط الولايات المتحدة، شمال شرق الولايات المتحدة، شرق كندا | $7.74 مليار     | 64 (7)   | [ 322 ] [ 323 ] [ 324 ]                                         |
| كريس          | 30 يونيو – 1 يوليو      | عاصفة استوائية     | 45 (75)   | 1005 | يوقطان، شرق المكسيك | >$1 مليون       | 5 (1)    | [ 325 ]                                                         |
| ديبي          | 3–9 أغسطس               | إعصار من الفئة 1   | 80 (130)  | 979  | أرخبيل لوسيان، جزر الأنتيل الكبرى، ساحل الخليج الأمريكي الشرقي، شرق الولايات المتحدة، شرق كندا، المملكة المتحدة، جزر فارو              | $7 مليار        | 6 (4)    | [ 153 ]                                                         |
| إرنستو        | 12–20 أغسطس             | إعصار من الفئة 2   | 100 (155) | 968  | جزر ليوارد، بورتوريكو، برمودا، كندا الأطلسية، الجزر البريطانية                                                                         | $150 مليون      | 3        |                                                                 |
| فرانسيس       | 9–12 سبتمبر             | إعصار من الفئة 2   | 100 (155) | 972  | شرق المكسيك، ساحل الخليج الأمريكي | $1.5 مليار      | لا شيء   |                                                                 |
| جوردون        | 11–17 سبتمبر            | عاصفة استوائية     | 45 (75)   | 1004 | لا شيء | لا شيء          | لا شيء   |                                                                 |
| هيلين         | 24–27 سبتمبر            | إعصار من الفئة 4   | 140 (220) | 938  | جزر كايمان، نيكاراغوا، هندوراس، يوقطان، كوبا، جنوب شرق الولايات المتحدة                                                                | >$87.9 مليار    | 231      | [ 326 ] [ 327 ] [ 328 ] [ 329 ] [ 330 ]                         |
| إسحق          | 26–30 سبتمبر            | إعصار من الفئة 2   | 105 (165) | 968  | لا شيء | لا شيء          | لا شيء   |                                                                 |
| جويز          | 27–30 سبتمبر            | عاصفة استوائية     | 50 (85)   | 1001 | لا شيء | لا شيء          | لا شيء   |                                                                 |
| كيرك          | 29 سبتمبر – 7 أكتوبر    | إعصار من الفئة 4   | 145 (230) | 934  | هولندا، فرنسا، إسبانيا، البرتغال، لوكسمبورغ، بلجيكا، ألمانيا، سويسرا، السويد، النرويج                                                  | >$10.9 مليون    | 1        |                                                                 |
| ليزلي         | 2–12 أكتوبر             | إعصار من الفئة 2   | 105 (165) | 972  | البرتغال، إسبانيا، فرنسا | غير معروف       | 1        | [ 254 ]                                                         |
| ميلتون        | 5–10 أكتوبر             | إعصار من الفئة 5   | 180 (285) | 897  | جزر الأنتيل الكبرى، أمريكا الوسطى، جزر كايمان، شرق المكسيك، شمال شرق الولايات المتحدة، شرق كندا                                        | $16.78 مليار    | 76       | [ 331 ] [ 332 ] [ 333 ] [ 334 ] [ 335 ] [ 336 ] [ 337 ] [ 338 ] |
| نادين         | 19–20 أكتوبر            | عاصفة مدارية       | 60 (95)   | 1000 | بليز، المكسيك (يوقطان وتشياباس)، غواتيمالا                                                                                             | غير معروف       | 5        |                                                                 |
| أوسكار        | 19–22 أكتوبر            | إعصار من الفئة 1   | 85 (140)  | 986  | جزر توركس وكايكوس، جنوب شرق جزر البهاما، كوبا                                                                                          | >10 مليون دولار | 7        |                                                                 |
| باتي          | 2 نوفمبر – حتى الآن     | عاصفة شبه استوائية | 65 (100)  | 982  | الأزور | غير معروف       | لا شيء   |                                                                 |
| إجمالي الموسم |                         |                    |           |      | |                 |          |                                                                 |
| 16 نظام       | 19 يونيو – الموسم مستمر |                    | 180 (285) | 897  | | >189.286 مليار  | 360 (15) |                                                                 |